# Östlicher Teutoburger Wald (LP Bielefeld-Ost)
Koordinaten: 51° 59′ 50″ N, 8° 30′ 44″ O

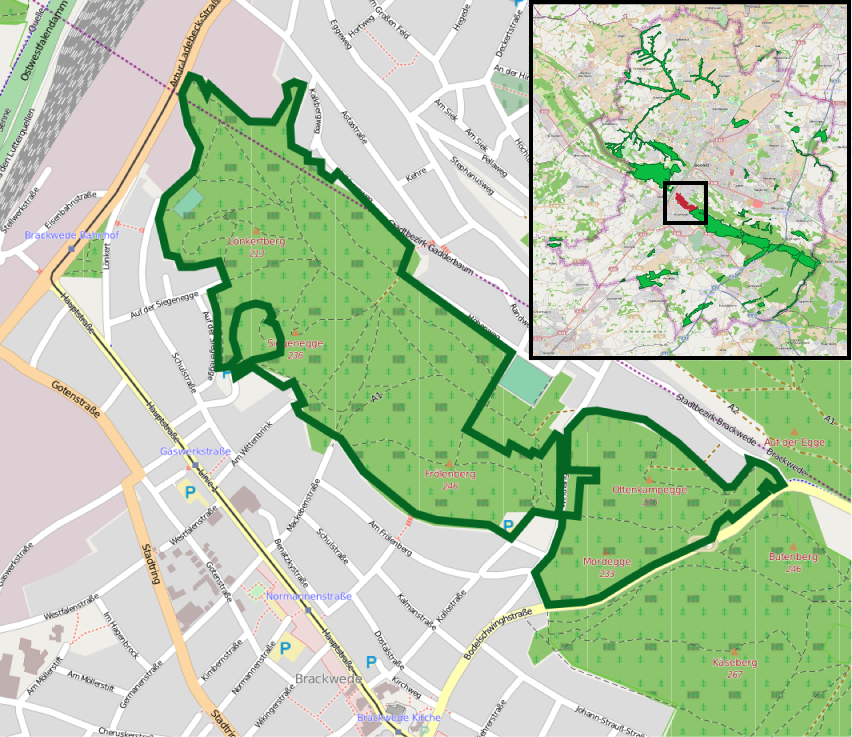
Naturschutzgebiet Östlicher Teutoburger Wald (LP Bielefeld-Ost)

Das Naturschutzgebiet Östlicher Teutoburger Wald (LP Bielefeld-Ost) liegt in den Stadtbezirken Brackwede und Gadderbaum der Stadt Bielefeld in Nordrhein-Westfalen.
Das aus zwei Teilflächen bestehende Gebiet umfasst die Bergkette des Teutoburger Waldes, die Brackwede und Gadderbaum trennt. Im nordwestlichen Gebietsteil liegen die Bergkuppen Lönkert, Siegenegge, Frölenberg und Kerbsegge während im südöstlichen Gebietsteil die Ottenkampegge und die Mordegge liegen. Westlich verläuft die B 61 und östlich die Landesstraße L 788.

## Bedeutung
Für Bielefeld ist seit 2005 ein etwa 59 ha großes Gebiet unter der Kenn-Nummer BI-027 als Naturschutzgebiet ausgewiesen.